# Перець Еспелетт
Перець Еспелет (фр. Piment d'Espelette; баск. Ezpeletako biperra) — різновид стручкового перцю, який вирощують у французькій комуні Еспелетт, Піренеї-Атлантичні, традиційно північній території басків. 1 червня 2000 року він був класифікований як продукт AOC, а 22 серпня 2002 року був підтверджений як продукт PDO. Його смак описується як солодкий, фруктово-ягідний, з легкою терпкістю.

## Походження
Перець чилі походить з Центральної та Південної Америки, був завезений до Франції у 16 столітті. Спочатку його використовували в медицині, але згодом він став популярним як приправа та засіб для консервації м'яса. Зараз він є наріжним каменем баскської кухні, де поступово витіснив чорний перець і є ключовим інгредієнтом піперади.

## Регіони виробництва
Перець Еспелетт AOC вирощується в наступних комунах: Айньоа, Камбо-ле-Бен, Еспелетт, Халсу, Ітксассу, Жатсу, Ларрессор, Сен-Пе-сюр-Нівель, Сурайд та Устаріц. Piment d'Espelette повинен вироблятися з сорту Горрія (Gorria) Capsicum annuum. Зрошення заборонено, за винятком місяця після посадки, а густота рослин повинна становити від 10 000 до 30 000 рослин на гектар. Урожай збирають наприкінці літа, а у вересні характерні фестони з перцю розвішують на балконах і стінах будинків по всій комуні для просушування. Щорічний фестиваль перцю, організований Confrérie du Piment d'Espelette, що проводиться з 1968 року в останні вихідні жовтня, приваблює близько 20 000 туристів.

## Гострота
Цей перець досягає максимальної гостроти 4 000 балів за шкалою Сковілля і тому вважається помірно гострим. Його можна придбати у вигляді фестонів зі свіжого або сушеного перцю, меленого перцю, а також у вигляді пюре або маринованого в банках.

## Перець Еспелетт у світі
У Каліфорнії в США вирощують і продають перець Еспелетт без АОС.

## Виробники та обсяги
За даними Syndicat du Piment d'Espelette, кооперативу, створеного для отримання призначення AOC, існує 160 виробників AOC Piment d'Espelette, які засаджують 183 га (450 акрів), і в 2014 році вони виробили 203 тонни порошкоподібного Piment d'Espelette і 1 300 тонн сирого перцю.